# Monocentrus deletus
Monocentrus deletus är en insektsart som beskrevs av Melichar. Monocentrus deletus ingår i släktet Monocentrus och familjen hornstritar. Inga underarter finns listade i Catalogue of Life.